# La Femme adultère
La Femme adultère est un tableau réalisé par le peintre italien Lorenzo Lotto en 1527-1529. De format horizontal, cette huile sur toile est une peinture chrétienne qui illustre un épisode du Nouveau Testament rapporté dans l'Évangile selon Jean, celui de Jésus et la femme adultère. Elle représente Jésus-Christ au milieu d'un attroupement qui l'interpelle au sujet d'une femme adultère se tenant de profil à sa droite. Entrée en France avant 1581, l'œuvre est acquise par Louis XIV de Ponce Alexis de La Feuille en 1671. Elle est conservée au musée du Louvre, à Paris.